# Собота (Великопольське воєводство)
Собота (пол. Sobota) — село в Польщі, у гміні Рокетниця Познанського повіту Великопольського воєводства.
Населення — 217 осіб (2011).
У 1975-1998 роках село належало до Познанського воєводства.

## Демографія
Демографічна структура станом на 31 березня 2011 року:
|          | Загалом | Допрацездатний вік | Працездатний вік | Постпрацездатний вік |
| -------- | ------- | ------------------ | ---------------- | -------------------- |
| Чоловіки | 112     | 33                 | 73               | 6                    |
| Жінки    | 105     | 22                 | 70               | 13                   |
| Разом    | 217     | 55                 | 143              | 19                   |